# Бомпенсьєре
Бомпенсьєре (італ. Bompensiere, сиц. Naduri) — муніципалітет в Італії, у регіоні Сицилія,  провінція Кальтаніссетта.
Бомпенсьєре розташоване на відстані близько 510 км на південь від Рима, 85 км на південний схід від Палермо, 26 км на захід від Кальтаніссетти.
Населення — 572 особи (2014).
Щорічний фестиваль відбувається quarta domenica di вересня. Покровитель — Crocifisso.

## Демографія
Населення за роками:

Станом на 1 січня 2023 року в муніципалітеті офіційно проживали 3 іноземці (громадяни Румунії).

## Сусідні муніципалітети
- Мілена
- Монтедоро
- Муссомелі
- Ракальмуто
- Сутера